# Jaime Carnegie, 5.º Baronete
Sir Jaime Carnegie de Kinnaird e de Pitarrow, 5.º Baronete DL (1799 - 30 de janeiro de 1849)  foi um político escocês e de jure 8º Conde de Southesk, 8º Barão Carnegie de Kinnaird e 8º Barão Carnegie de Kinnaird e Leuchars.

## Vida
‎Nascido em ‎‎Kinnaird, Angus, ‎‎era filho de ‎‎Sir David Carnegie, 4º Baronete‎‎ e Agnes Murray Elliot, filha de ‎‎Andrew Elliot.‎‎ Em 1805, aos seis anos, sucedeu seu pai como baronete. Ele foi educado em casa e no ‎‎Eton College. Em 1818, Carnegie começou seu Grand Tour, primeiro visitando a França, Alemanha e Itália, depois Espanha e Holanda no ano seguinte.